# 문혜원

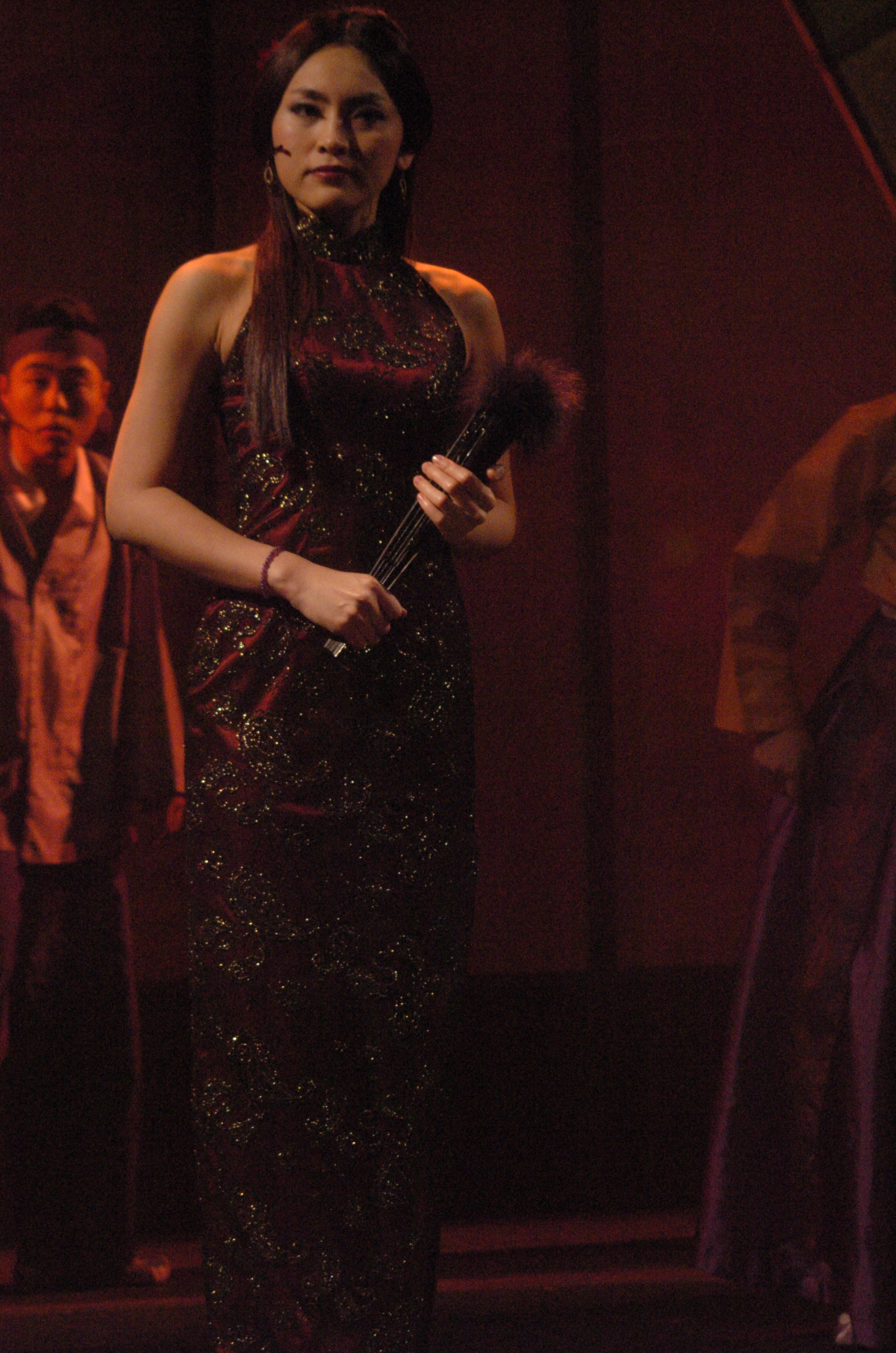
문혜원

문혜원(1980년 2월 3일 ~)은 대한민국의 싱어송라이터, 작곡가이며 뮤지컬 배우이다.  《아가씨와 건달들》을 보고 뮤지컬 배우의 꿈을 키웠고 서울예술대학 실용음악과에서 학사 학위를 받았다. 대학 재학 시절 영화 《와이키키 브라더스》에서 여주인공 인희의 아역을 연기했다. 이외에도 여러 밴드활동들을 하였다. 밴드활동 중에 아시아 최고작곡가상을 수상하였다. 2005년  3인조 록밴드 뷰렛으로 데뷔했다. 뮤지컬로는 2006년 200대 1의 경쟁률을 뚫고 《황진이》의 주역으로 발탁되었으나 데뷔작은 흥행에 실패했고 이듬해인 2007년 《노트르담 드 파리》의 대한민국 최초 라이선스 공연에 에스메랄다 역으로 출연했다. 팬들 사이에선 판빙빙을 닮은 외모로 유명하다.

## 경력/활동

### 뮤지컬
- 《황진이》(2006) - 황진이 역
- 《노트르담 드 파리》(2007, 2008, 2009, 2013, 2014) - 에스메랄다 역
- 《헤드윅》(2008) - 이츠학 역
- 《대장금》(2009) - 대장금 역
- 《아킬라》(2009) - 주 역
- 《잭 더 리퍼》(2010) - 글로리아 역
- 《락 오브 에이지》(2010) - 쉐리 역
- 《폴링 포 이브》(2011) - 여자하나님 역
- 《서편제》(2012) - 미니 역
- 《룸메이트》(2012)

### 음반
- 1집 Be Full Of Spirit , Beautiful Violet
- 2집 Dreams Come True
- 세계의 끝

### 연극
- 《밀당의 탄생》(2011) - 선화공주 역

### 영화
- 《와이키키 브라더스》 - 인희 아역
- 《싸울아비》
- 《나의 이름》 - 아지트 가수 역 (특별출연)